# San Raffaele Cimena
San Raffaele Cimena (en français Saint-Raphaël) est une commune italienne de la ville métropolitaine de Turin dans la région Piémont en Italie.

## Administration
| Période                                  | Période  | Identité      | Étiquette | Qualité |
| ---------------------------------------- | -------- | ------------- | --------- | ------- |
| 14 juin 2004                             | En cours | Franco Casale | civica    |         |
| Les données manquantes sont à compléter. |          |               |           |         |

### Hameaux
Piana, San Raffaele Alto, Cimena

### Communes limitrophes
Chivasso, Brandizzo, Castagneto Po, Settimo Torinese, Gassino Torinese, Rivalba